# Jasna
za druge pomene glej Jasna, Kranjska Gora.
Jasna je izključno žensko osebno ime.

## Različice imena
- ženske različice imena: Jasni, Jasnica, Jasenka, Klara
- moške različice imena: Jasenko
- sorodno ime: Bistra

## Tujejezikovne različice
- pri Čehih, Slovakih: Klára
- pri Italijanih: Chiara
- pri Nemcih, Norvežanih, Poljakih, Švedih: Klara
- pri Nizozemcih: Clara
- pri Rusih: Клара

## Izvor in pomen imena
Ime Jasna je značilno za slovanske narode in je v večini slovanskih jezikov ženska oblika pridevnika jasno. Oblika v drugih jezikih izhaja iz latinske besede clarus (jasno, sijoče, slavno).

## Pogostost imena
Po podatkih Statističnega urada Republike Slovenije je bilo na dan 1. januar 2021 v Sloveniji število ženskih oseb z imenom Jasna: 2.763. Med vsemi ženskimi imeni pa je ime Jasna po pogostosti uporabe uvrščeno na 101. mesto.

## Osebni praznik
V koledarju je ime Jasna uvrščeno k imenu Klara; god praznuje 11. avgusta ali pa 17. avgusta.

## Priimki nastali iz imena
Iz imena Jasna je nastal priimek Jasnič.

## Slavne nosilke imena
Sveta Klara Asiška, Clara Schumann, Clara Zetkin